# Ksylorimba
Ksylorimba (marimbafon, franc. xylorimba) – instrument muzyczny z grupy idiofonów uderzanych, udoskonalona wersja ksylofonu. Wbrew mylącej nazwie, ksylorimba nie jest połączeniem ksylofonu i marimby.

## Budowa i technika gry
Podobnie jak ksylofon, ksylorimba składa się z szeregu chromatycznie strojonych sztabek z twardego drewna - wibratorów, od których wielkości zależy wysokość dźwięku. Różnica polega na tym, że pod sztabkami znajdują się otwarte rury, będące rezonatorami wzmacniającymi dźwięk (podobnie jak w wibrafonie). Pierwowzorem ksylorimby są jednak podobne instrumenty afrykańskie i południowoamerykańskie, w których rezonatorami są otwarte tykwy, o butelkowym kształcie.
Gra się pałeczkami z twardego drewna lub gumy. Możliwe jest wykonywanie szybkich następstw dźwięków i ozdobników, a także wielodźwięków (trzema lub czterema pałeczkami).

## Skala i zastosowanie
Ksylorimba posiada skalę 4 lub 5 oktaw (od c lub C - do c4). Notacja jest o oktawę niższa, zapis przeważnie w kluczu wiolinowym i basowym jednocześnie lub tylko w kluczu wiolinowym. Instrument odznacza się wyrazistym i nośnym dźwiękiem.
Ksylorimba była używanya w kompozycjach klasycznych XX wieku, m.in. przez Albana Berga, Pierre'a Bouleza (np. wirtuozowka partia w Le marteau sans maitre) czy Oliviera Messiaena.

## Źródła/Bibliografia
- Mała encyklopedia muzyki, Stefan Śledziński (red. naczelny), PWN, Warszawa 1981, ISBN 83-01-00958-6, hasło: Marimbafon